# 栃木県道185号関谷上石上線
栃木県道185号関谷上石上線（とちぎけんどう185ごう せきやかみいしがみせん）は、栃木県那須塩原市関谷と大田原市上石上を結ぶ一般県道である。

## 路線概要
- 指定：1961年（昭和36年）4月1日
- 距離：11.066km
- 起点：栃木県那須塩原市関谷（栃木県道30号矢板那須線交点）
- 終点：栃木県大田原市上石上（国道4号交点）

## 通過する自治体
- 栃木県
  - 那須塩原市 - 大田原市